# Португалія на зимових Олімпійських іграх 1998
Португалія на зимових Олімпійських іграх 1998 року, які проходили в японському місті Нагано, була представлена двома спортсменами (одним чоловіком та однією жінкою) у двох видах спорту: фристайл та ковзанярський спорт. Прапороносцем на церемонії відкриття Олімпійських ігор була фристайлістка Мафалда Перейра.
Португалія вчетверте взяла участь в зимових Олімпійських іграх. Країна не здобула жодної медалі.

## Учасники
За видом спорту та статтю
| Вид спорту          | Чоловіки | Жінки | Разом |
| ------------------- | -------- | ----- | ----- |
| Ковзанярський спорт | 1        | 0     | 1     |
| Фристайл            | 0        | 1     | 1     |
| Разом               | 1        | 1     | 2     |

## Ковзанярський спорт
| Спортсмен        | Дисципліна       | Фінал   | Фінал |
| Спортсмен        | Дисципліна       | Час     | Місце |
| ---------------- | ---------------- | ------- | ----- |
| Фаусто Маррейрос | 5000 м, чоловіки | 7:01.87 | 31    |

## Гірськолижний спорт
| Спортсмен       | Дисципліна        | Кваліфікація | Кваліфікація | Фінал      | Фінал      |
| Спортсмен       | Дисципліна        | Бали         | Місце        | Бали       | Місце      |
| --------------- | ----------------- | ------------ | ------------ | ---------- | ---------- |
| Мафалда Перейра | акробатика, жінки | 118.86       | 21           | не пройшла | не пройшла |